# Cerro del Toro
El Cerro del Toro se encuentra en el departamento de Maldonado, Uruguay. Muy próximo a la ciudad de Piriápolis, es la segunda elevación más cercana a esta ciudad luego del cerro San Antonio.
Tiene 253 metros de altura y también pertenece a la sierra de las Animas al igual que el cerro Pan de Azúcar y los otros cerros menores que posee la ciudad.

## La Fuente del Toro
En su ladera, a unos 100 metros, hay una estatua de un toro en bronce de tamaño natural. Fue traída expresamente desde París por Francisco Piria, fundador de la ciudad, y pesa aproximadamente 3000 kg.
De su boca brota una fuente natural de agua mineral por lo cual al conjunto se le conoce como «fuente del Toro».
Colocada en medio de un espeso bosque donde se confunden especies indígenas con foráneas, en semicírculo rodea la explanada en forma de herradura, dejando libre en el centro una superficie de unos 200 m rodeada de barandas y escalinatas que conducen hasta la estatua. 
Una vez que se llega a ella puede hacerse el ascenso hasta la cumbre del mismo, la que ofrece una hermosa vista del balneario.
Esta cima fue para algunos historiadores cementerio de los indios charrúas y para muchos geólogos constituye el cráter de un volcán extinguido.